# Breslin Student Events Center
Pour les articles homonymes, voir Breslin.
Le Breslin Student Events Center est une salle omnisports située sur le campus de l'Université d'État du Michigan à East Lansing dans le Michigan.
C'est le domicile des équipes masculine et féminine de basket-ball de l'université (Spartans de Michigan State). Le Breslin Student Events Center a une capacité de 14 759 places pour le basket-ball et dispose de 8 suites de luxe.

## Galerie

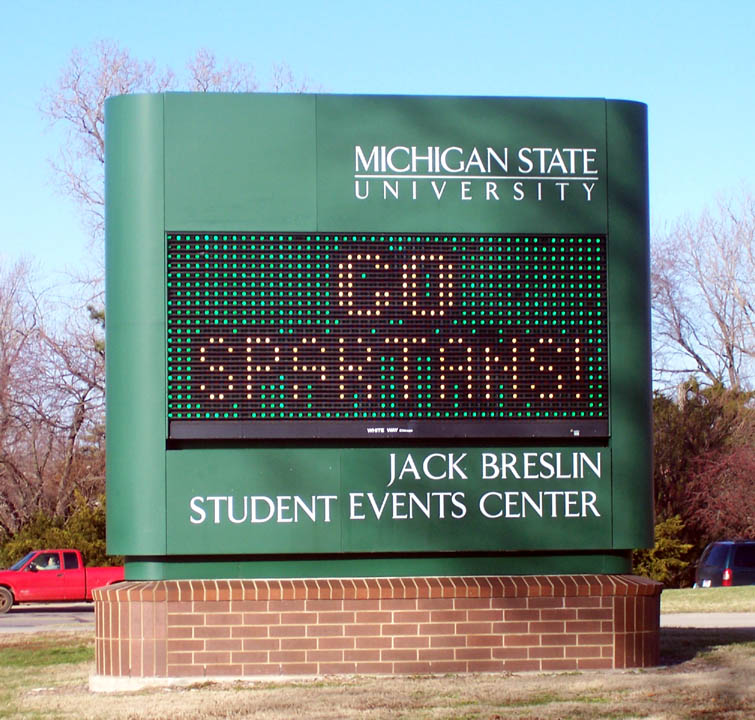